# Fausto Cercignani
Fausto Cercignani (Cagliari, 21 marzo 1941) è un filologo, critico letterario e poeta italiano.

## Biografia
Nato da genitori toscani, Fausto Cercignani ha studiato a Milano, dove si è laureato in Lingue e letterature straniere discutendo una tesi sull'inglese al tempo di William Shakespeare. La sua carriera di docente universitario è dapprima caratterizzata da interessi filologici nel campo dell'anglistica e della germanistica. Dopo aver insegnato a Bergamo (1971-1974), Parma (1974-1975) e Pisa (1975-1983) rientra nel capoluogo lombardo nel 1983 presso l’Università degli Studi di Milano, dove ha insegnato fino al pensionamento nel 2011.

### L'anglista
L'interesse filologico di Cercignani si rivolge soprattutto alla storia della lingua inglese, con particolare riguardo al periodo elisabettiano. I suoi saggi sulla pronuncia al tempo di Shakespeare (apparsi su “Studia Neophilologica”, “English Studies” e altre riviste specialistiche) preannunciano la sua monografia Shakespeare's Works and Elizabethan Pronunciation, Oxford, University Press (Clarendon Press, 1981), che alcuni considerano «l'opera migliore attualmente disponibile» sull'argomento.
Quale «massima autorità» sulla pronuncia elisabettiana, Cercignani viene spesso citato a proposito di giochi di parola, rime e varianti grafiche nelle edizioni più recenti delle opere di Shakespeare, nella maggior parte delle opere di consultazione su Shakespeare, e in varie pubblicazioni che trattano di questioni linguistiche e letterarie da un punto di vista storico.

### Il germanista
L'interesse filologico di Cercignani si rivolge fin dall'inizio anche alla fonologia storica delle lingue germaniche, di cui si occupa – senza tralasciare altri aspetti della linguistica storica – su riviste specializzate quali “Zeitschrift für vergleichende Sprachforschung”, “Indogermanische Forschungen”, “Journal of English and Germanic Philology”, “Language”, “Beiträge zur Geschichte der deutschen Sprache und Literatur” e “The Journal of Indo-European Studies”.
Alcuni dei suoi lavori – p.es. Early 'umlaut' phenomena in the Germanic languages, in “Language”, 56/1, 1980 – vengono spesso citati per proposte alternative sui mutamenti linguistici più antichi (p.es. sulla cosiddetta "a-mutation" o "a-Umlaut").
La sua monografia The Consonants of German: Synchrony and Diachrony (Milano, 1979) «offre sia un contributo originale alla fonologia tedesca sia una rappresentazione di prim'ordine dello stato dell'arte».

### Il critico letterario
L'interesse letterario di Cercignani si rivolge in un primo tempo alla poesia di Karl Krolow, di cui si occupa su “Germanisch-Romanische Monatsschrift”, sul “Literaturwissenschaftliches Jahrbuch” e su altre riviste (1984-1986). Nel 1988 esce la sua monografia tesa a dimostrare la vera essenza dei romanzi di Christa Wolf, a prescindere dalle vicende politiche e personali della scrittrice (Existenz und Heldentum bei Christa Wolf. «Der geteilte Himmel» und «Kassandra», Würzburg, Königshausen & Neumann, 1988). Numerosi gli altri autori di cui si occupa in seguito: Jens Peter Jacobsen, Georg Trakl, Georg Büchner, Arthur Schnitzler, Johann Wolfgang Goethe, Gotthold Ephraim Lessing, Wilhelm Heinrich Wackenroder, Hugo von Hofmannsthal, Rainer Maria Rilke, Alban Berg, E.T.A. Hoffmann, Robert Musil, Novalis, Joseph Roth, Richard Beer-Hofmann, Karl Kraus, Franz Kafka, Thomas Mann, August Stramm, Gerhart Hauptmann, Reinhard Jirgl, Friedrich Schiller. Dal 1992 cura, in collaborazione con il Forum Austriaco di Cultura a Milano, il periodico internazionale “Studia austriaca”, l'unica pubblicazione italiana interamente dedicata alla cultura e alla letteratura dell'Austria di oggi e di ieri. Dal 1994 cura anche “Studia theodisca”, che accoglie contributi internazionali sulla letteratura dei paesi di lingua tedesca.

### Il poeta
La produzione poetica di Cercignani è raccolta in sette volumetti e comprende anche liriche pubblicate sull'“Almanacco dello Specchio”, “Anterem” e altre riviste. Analizzando i suoi versi, un critico parla di poesia orfica, ma «dura, lucida come l'acciaio» e un altro scrive che i componimenti di Cercignani «raggiungono il massimo della concentrazione mediante un'accelerazione del pensiero o del sentimento che ricostruisce la fisicità per mezzo dell'astrazione». Fausto Cercignani ha sperimentato anche l'autotraduzione di testi poetici.

#### Un testo sul sapere
(Sul sapere, da: Fausto Cercignani, "Examples of self-translation", p. 4.)

## Opere (parziale)
Linguistica
- Some notes on phonemes and allophones in synchronic and diachronic descriptions, in “Linguistik online”, 129/5, 2024, pp. 39–51, online.

Anglistica
- Shakespeare's Works and Elizabethan Pronunciation, Oxford, University Press (Clarendon Press), 1981.
- English Rhymes and Pronunciation in the Mid-Seventeenth Century, in “English Studies”, 56/6, 1975, pp. 513–518.
- The Development of */k/ and */sk/ in Old English, in “Journal of English and Germanic Philology”, 82/3, 1983, pp. 313–323.
- On the alleged existence of a vowel /y:/ in early Modern English, in “English Language and Linguistics”, 26/2, 2022, pp. 263–277, online.

Filologia germanica
- The Consonants of German: Synchrony and Diachrony, Milano, Cisalpino, 1979.
- The Development of the Gothic Short/Lax Subsystem, in “Zeitschrift für vergleichende Sprachforschung”, 93/2, 1979, pp. 272–278.
- Early «Umlaut» Phenomena in the Germanic Languages, in “Language”, 56/1, 1980, pp. 126–136.
- Zum hochdeutschen Konsonantismus. Phonologische Analyse und phonologischer Wandel, in “Beiträge zur Geschichte der deutschen Sprache und Literatur”, 105/1, 1983, pp. 1–13.
- The Elaboration of the Gothic Alphabet and Orthography, in “Indogermanische Forschungen”, 93, 1988, pp. 168–185.
- Saggi linguistici e filologici. Germanico, gotico, inglese e tedesco, Alessandria, Dell'Orso, 1992.
- The development of the Old High German umlauted vowels and the reflex of New High German /ɛ:/ in Present Standard German, in “Linguistik online”, 113/1, 2022, pp. 45–57, online.
- On the Germanic and Old High German distance assimilation changes, in “Linguistik online”, 116/4, 2022, pp. 41–59, online.
- A note on Middle High German lengthening and related developments in diachronic perspective, in “Linguistik online”, 119/1, 2023, pp. 29–42, online.

Letteratura tedesca
- con M. Giordano Lokrantz (a cura di), In Danimarca e oltre. Per il centenario di Jens Peter Jacobsen, Milano, Cisalpino, 1987.
- Existenz und Heldentum bei Christa Wolf. «Der geteilte Himmel» und «Kassandra», Würzburg, Königshausen & Neumann, 1988.
- Memoria e reminiscenze. Nietzsche, Büchner, Hölderlin e i poemetti in prosa di Trakl, Torino, Genesi, 1989.
- (a cura di), Studia trakliana. Georg Trakl 1887-1987, Milano, Cisalpino, 1989.
- (a cura di), Studia büchneriana. Georg Büchner 1988, Milano, Cisalpino, 1990.
- (a cura di), Studia schnitzleriana, Alessandria, Dell'Orso, 1991.
- con E. Mariano (a cura di), Vincenzo Errante. La traduzione di poesia ieri e oggi, Milano, Cisalpino, 1993.
- (a cura di), Studia theodisca. Gotthold Ephraim Lessing, Milano, Dell'Arco, 1994.
- (a cura di), Novalis, Milano, CUEM, 2002.

Saggi
- Dunkel, Grün und Paradies. Karl Krolows lyrische Anfänge in «Hochgelobtes gutes Leben», in “Germanisch-Romanische Monatsschrift”, 36/1, 1986, pp. 59–78.
- Zwischen irdischem Nichts und machtlosem Himmel. Karl Krolows «Gedichte» 1948: Enttäuschung und Verwirrung, in “Literaturwissenschaftliches Jahrbuch”, 27, 1986, pp. 197–217.
- Il «Faust» goethiano. Forma e sostanza, in Il «Faust» di Goethe. Antologia critica, a cura di F. Cercignani ed E. Ganni, Milano, Led, 1993, pp. 21–38.
- «Nathan il saggio» e il Settecento tedesco, in “ACME”, 47/1, 1994, pp. 107–124.
- Sul «Wozzeck» di Alban Berg, in Studia austriaca V, Milano, Minute, 1997, pp. 169–190.
- E. T. A. Hoffmann, Italien und die romantische Auffassung der Musik, in Das Land der Sehnsucht. E. T. A. Hoffmann und Italien, a cura di S. M. Moraldo, Heidelberg, Winter, 2002, pp. 191–201.
- Per una rilettura di «Salomè». Il dramma di Oscar Wilde e il libretto di Richard Strauss, in Studia theodisca IX, Milano, CUEM, 2002, pp. 171–192.
- Georg Büchner. Empatia e prospettivismo, in Il cacciatore di silenzi. Studi dedicati a Ferruccio Masini, a cura di P. Chiarini, vol. II, Roma, Istituto Italiano di Studi Germanici, 2003, pp. 237–258.
- ‘Poesia filosofica' o ‘filosofia poetica’? (con alcune osservazioni su Schiller), in La poesia filosofica, a cura di A. Costazza, Milano, Cisalpino, 2007, pp. 163–170.
- Inganno e autoinganno. Il campagnolo di Kafka, in Studia austriaca XVIII, Milano, PGreco, 2010, pp. 51–64.
- Hofmannsthal fra teatro e filosofia. Con particolare riguardo a «L'uomo difficile», in La filosofia a teatro, a cura di A. Costazza, Milano, Cisalpino, 2010, pp. 369–385.

Poesia
- Fiore siglato, Firenze, 1988.
- Fisicità svanite, Torino, 1988 - Primo premio di poesia al "Città di Moncalieri 1989".
- Omaggio a Shakespeare. Dieci Poesie, introduzione di R. Mussapi, in “Almanacco dello Specchio”, n. 13 (1989).
- Testi vari su “Anterem”, nn. 40 (1989), 42 (1991), 44 (1992), 46 (1993) e 47 (1993).
- Vene di trasparenza, Verona, 1990.
- Nella grafia di un'ombra, Alessandria, 1991.
- Pulviscoli rigati, Napoli, 1992.
- Stelle di brina, Milano, 1993.
- Reticoli svagati, Milano, 1996.
- Shakespearean Fancies (e-book), 2012, Amazon/Kindle e iBookStore/iTunes.
- Scritture. Poesie edite e inedite, Torino, 2015.

Racconti
- Five Women (e-book), 2013, Amazon/Kindle.